# Benjamin Čolić
Benjamin Čolić (ur. 23 lipca 1991 w Sarajewie) – bośniacki piłkarz grający na pozycji obrońcy. Od 2019 jest zawodnikiem klubu Dynamo Czeskie Budziejowice.

## Kariera piłkarska
Čolić od początku profesjonalnej kariery był związany z klubem FK Željezničar. Grał w nim w latach 2009–2015. Następnie występował w innych rodzimych klubach takich jak Čelik Zenica, Zrinjski Mostar i Olimpik Sarajewo. W 2017 przeszedł do czeskiego klubu MFK Karviná.

## Kariera reprezentacyjna
W reprezentacji Bośni i Hercegowiny zadebiutował 16 grudnia 2011 roku w towarzyskim meczu z reprezentacją Polski. Na boisku przebywał przez pełne 90 minut.
| Mecze i gole w reprezentacji | Mecze i gole w reprezentacji | Mecze i gole w reprezentacji | Mecze i gole w reprezentacji | Mecze i gole w reprezentacji | Mecze i gole w reprezentacji | Mecze i gole w reprezentacji |
| #                            | Data                         | Stadion                      | Rywal                        | Wynik                        | Gol                          | Rozgrywki                    |
| 2011                         | 2011                         | 2011                         | 2011                         | 2011                         | 2011                         | 2011                         |
| ---------------------------- | ---------------------------- | ---------------------------- | ---------------------------- | ---------------------------- | ---------------------------- | ---------------------------- |
| 1.                           | 16.12.2011                   | Kundu, Turcja                | Polska                       | 0:1                          | 0                            | towarzyski                   |